# روبرت جون ويلسون
روبرت جون ويلسون (بالإنجليزية: Robert John Wilson)‏ هو سياسي بريطاني (وحمل سابقاً جنسية المملكة المتحدة لبريطانيا العظمى وأيرلندا)، ولد في 14 يوليو 1865، وتوفي في 5 نوفمبر 1946.

## مناصب
- في الانتخابات العامة في المملكة المتحدة 1922 [الإنجليزية]‏، انتخب عضو برلمان المملكة المتحدة الـ32 عن دائرة جارو (15 نوفمبر 1922 – 16 نوفمبر 1923).
- في الانتخابات العامة في المملكة المتحدة 1923 [الإنجليزية]‏، انتخب عضو برلمان المملكة المتحدة الـ33 عن دائرة جارو (6 ديسمبر 1923 – 9 أكتوبر 1924).
- في الانتخابات العامة في المملكة المتحدة 1924 [الإنجليزية]‏، انتخب عضو برلمان المملكة المتحدة الـ34 عن دائرة جارو (29 أكتوبر 1924 – 10 مايو 1929).
- في الانتخابات العامة في المملكة المتحدة 1929 [الإنجليزية]‏، انتخب عضو برلمان المملكة المتحدة الـ35 عن دائرة جارو (30 مايو 1929 – 7 أكتوبر 1931).